# 1985 en hockey sur glace
Cette page présente les éléments de hockey sur glace de l'année 1985, que ce soit d'un point de vue rencontres internationales ou championnats nationaux. Les grandes dates des différentes compétitions sont données ainsi que les décès de personnalités du hockey mondial.

## Autres Évènements

### Fondation de club
- DAC-Invitel (Hongrie)
- EHC Bregenzerwald (Autriche)
- Eintracht Braunschweig (Allemagne)
- EV Weiden (Allemagne)
- Flen`s HC (Suède)
- HC Büetigen (Suisse)
- HC Milano Saima (Italie)
- Novoil Ufa (Russie)
- PAS Chalkida (Grèce)
- REV Insel Usedom (Allemagne)
- Tarandos Moschatou (Grèce)
- Telford Tigers (Grande-Bretagne)
- TuusKi Tuusula (Finlande)